# Kybele- und Attiskult

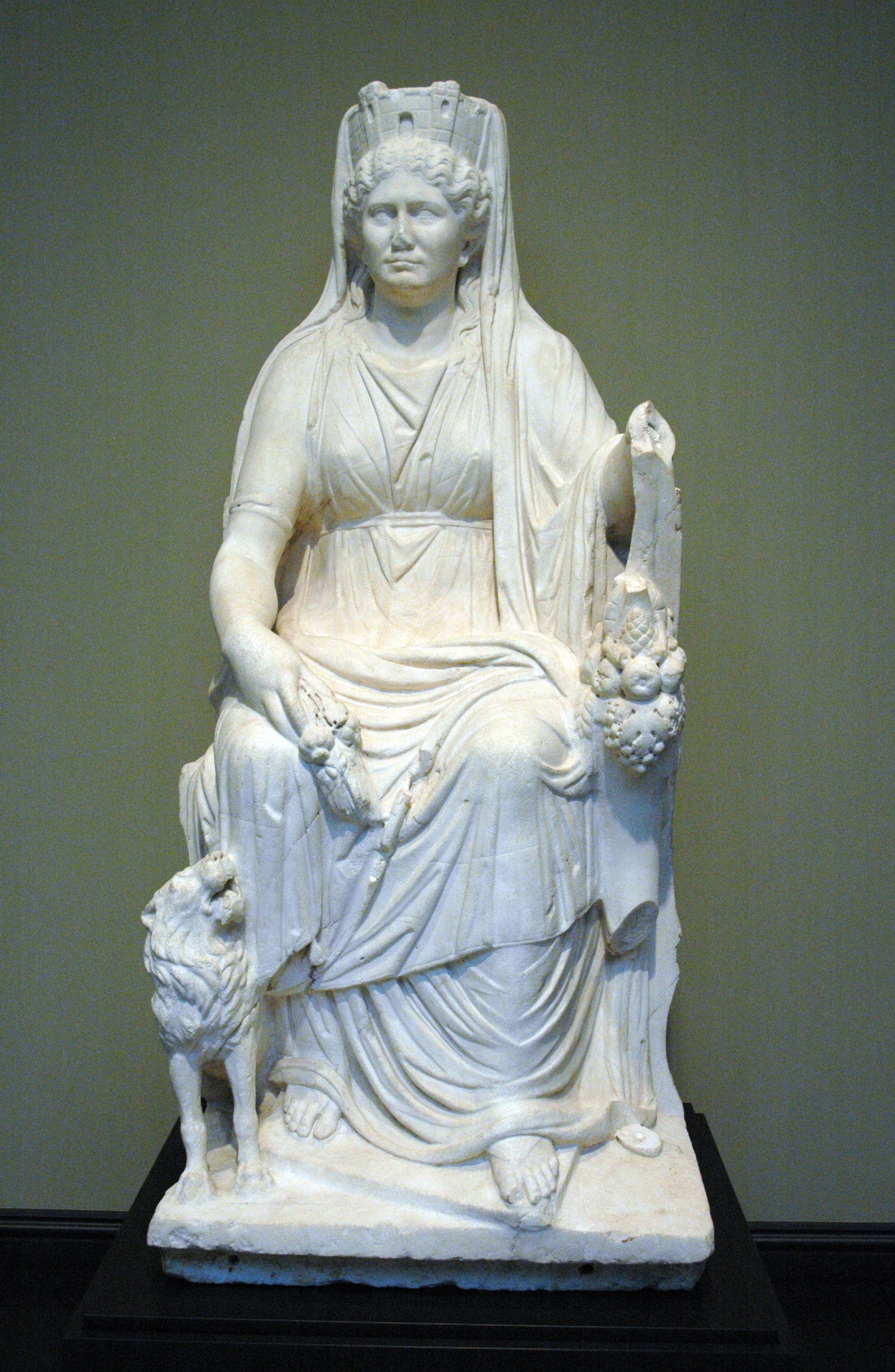
Kybele, römisch, um 50 n. Chr., J. Paul Getty Museum, Malibu

Kybele (griechisch Κυβέλη Kybélē, die große Göttermutter (Μεγάλη Μήτηρ Megálē Mḗtēr, wörtlich „Große Mutter“) vom Berg Ida; lateinisch gleichbedeutend Magna Mater) ist eine Göttin, die zusammen mit ihrem Geliebten Attis ursprünglich in Phrygien (Kleinasien) und später in Griechenland, Thrakien und Rom verehrt wurde. Der Kybele- und Attiskult war bis in die Spätantike – ähnlich wie der Mithraskult – ein im ganzen römischen Reich verbreiteter Mysterienkult.

## Der Mythos
Nach dem von Pausanias und Arnobius überlieferten Mythos schlief Zeus einmal auf dem Berg Agdos in Phrygien ein und ließ dabei seinen Samen zu Boden fallen. An dieser Stelle wuchs sofort der zwitterhafte Agdistis aus dem Felsen empor. Er hatte ein furchterregendes Wesen und wurde deshalb von den übrigen Göttern kastriert. Der so seiner Männlichkeit beraubte Agdistis wurde zur Großen Mutter Kybele, aus den abgetrennten Genitalien aber entstand Attis. Da Kybele und Attis ursprünglich eine Person waren, zogen sie sich gegenseitig an.
Eine Zeit lang streiften beide glücklich durch die phrygischen Berge, doch dann beschloss Attis, die Tochter des Königs von Pessinus zu heiraten. Die Hochzeit war schon in vollem Gange, da erschien die vor Eifersucht rasende Kybele am Hof und schlug die Hochzeitsgesellschaft mit Wahnsinn. Auch Attis verlor den Verstand. Er rannte hinaus in den Wald und entmannte sich unter einer Pinie, wodurch er verblutete. Kybele bat Zeus nun, den Jüngling wieder zum Leben zu erwecken. Doch der gewährte nur, dass der Leichnam des Attis nie verwesen sollte. Kybele bestattete Attis daraufhin in einer Berghöhle in oder bei Pessinus, setzte eine aus Eunuchen bestehende Priesterschaft ein und stiftete einen Kult der Beweinung mit einem jährlichen großen Fest.

## Frühe Quellen

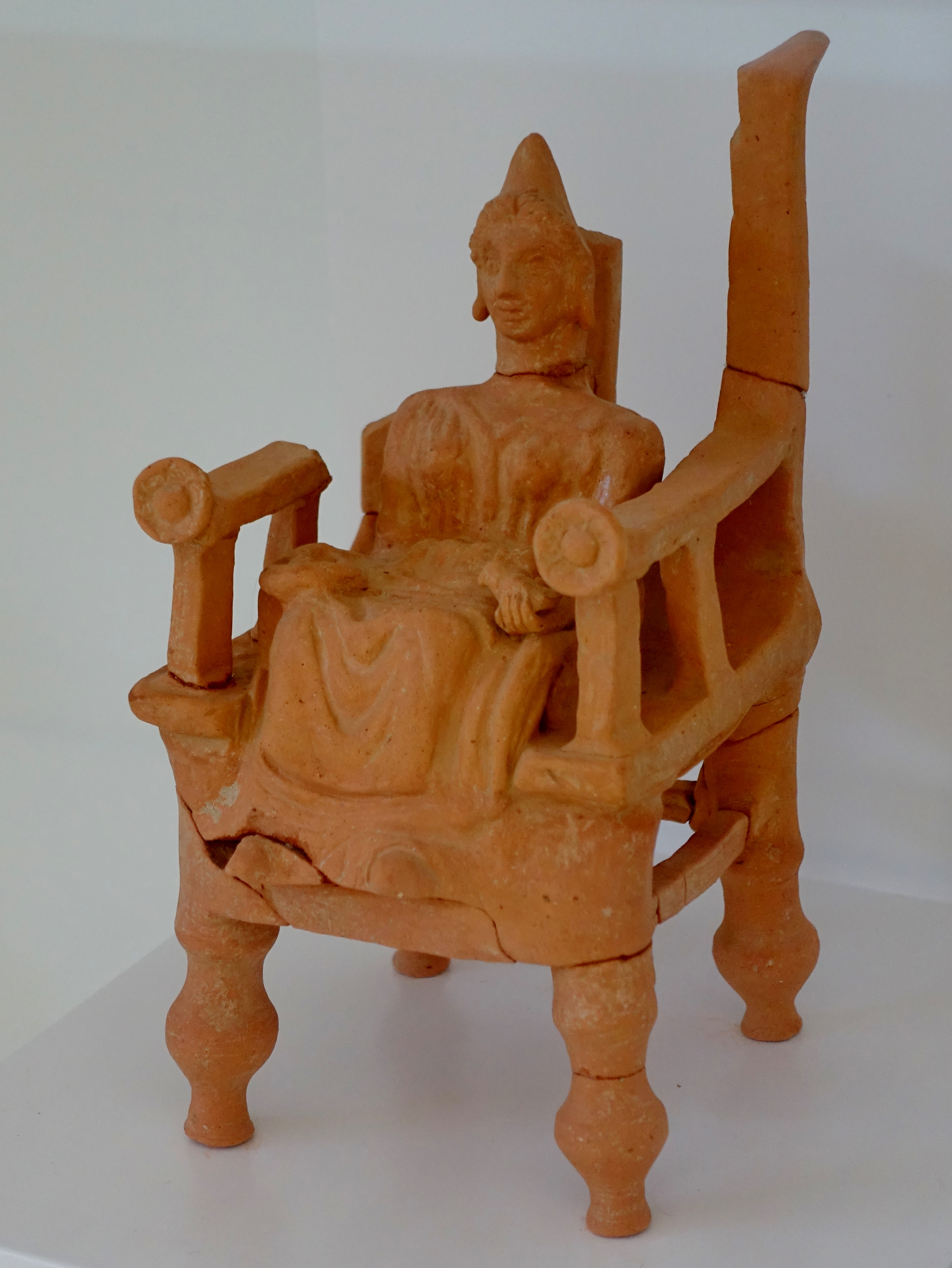
Darstellung der Kybele mit phrygischer Mütze aus Praisos im Osten Kretas (5. Jahrhundert v. Chr.)

Es wird versucht, die Verehrung der Magna Mater (Große Mutter) in Kleinasien bis ins 7. vorchristliche Jahrtausend zu verfolgen. Einzelheiten, vor allem die Existenz matrilokaler Gesellschaftsformen, sind umstritten. Der Ausgräber der jungsteinzeitlichen Großsiedlung Çatalhöyük in Anatolien, James Mellaart, deutete Wandmalereien sowie eine große Anzahl von weiblichen Statuetten als Anzeichen einer Verehrung einer Großen Mutter Kybele, eine Deutung, die nicht unbestritten blieb.
Der Name der Großen Göttin wird im Anatolischen mit Kybele oder Kubaba überliefert. In Phrygien hieß sie ursprünglich Matar Kubile (Mutter Kybele). Kybele galt als Herrin der Tiere, wurde als Berg- und Naturgöttin, aber auch als Erdenmutter verehrt. Als Mutter vom Berg Ida (lateinisch Magna Mater Idaea) wurde sie im Heiligtum von Pessinus, etwa 130 km südwestlich vom heutigen Ankara, in Gestalt eines Kometen verehrt, in welcher Form sie in die römische Geschichte eintrat (vgl. unten).
Das älteste Zeugnis der Verehrung von Kubaba stammt aus dem Karum Kaneš im 19. Jahrhundert v. Chr., wo sie Kubabat genannt wird. In bronze- und eisenzeitlichen Inschriften der Stadt Karkemiš am oberen Euphrat wird Kubaba als Herrin der Stadt angeführt.

## Deutung
Der Mythos dreht sich offenbar um den Geschlechterdualismus. Der Mythos erklärt die Entstehung der Welt durch ein Zusammenwirken des männlichen und des weiblichen Elements des Universums: Der himmlische Attis muss die Mutter Erde Kybele mit seinem Blut befruchten, damit die Welt entstehen kann. Der Religionshistoriker Carsten Colpe bestreitet die üblicherweise angenommene Deutung von Adonis, Attis und Osiris als Fruchtbarkeitsgötter und sieht einen Zusammenhang mit den beiden Geschlechtern. So kann der Mysteriengott zwar nicht als „Vegetationsgott“, aber doch als ein „Fruchtbarkeitsgott“ im fundamentalen Sinn verstanden werden.

## Der Kult

### Die Überführung
In der Zeit des Zweiten Punischen Krieges (218–201 v. Chr.), als Hannibal sich auf dem Vormarsch in Norditalien befand, fanden die Römer in den Sibyllinischen Büchern den Schicksalsspruch: Dir fehlt die Mutter; drum such – ich befehl es dir, Römer – die Mutter … Erst nach einer Auskunft durch das delphische Orakel verstanden die Römer, dass die Göttermutter auf den idäischen Höhen Phrygiens gemeint war. Im Jahr 205 v. Chr. wurde sie in Gestalt eines faustgroßen Meteoriten (s. a. Steinkult) feierlich von Pessinus nach Rom geholt und in eine schwarzgesichtige Silberstatue eingearbeitet. Sie wurde im Victoriatempel auf dem Palatin aufgestellt. 203 v. Chr. zogen die Karthager aus Italien ab, und 202 v. Chr. wurden sie von den Römern besiegt. Dieser Sieg wurde dem Schutz der Großen Mutter zugerechnet, und im Jahr 191 v. Chr. erhielt sie einen eigenen Tempel auf dem Palatin errichtet. Die Göttin wurde zu einem wichtigen Bestandteil des Staatskultes. Es wurden ihr jährliche Spiele, die ludi Megalenses (4.–11. April) geweiht, und der Prätor brachte ihr ein jährliches Opfer von Staats wegen dar.

### Die Ludi Megalenses
Einer der wichtigsten Bestandteile des Kultes waren die sogenannten Ludi Megalenses. In diesem Zeitraum wurden Opferungen durchgeführt, Wagenrennen im Circus Maximus bestritten und verschiedene Theaterspiele aufgeführt.
Am ersten Tag der Spiele fand eine Prozession statt, während der eine Statue der Gottheit auf einem Stuhl durch die Stadt geführt wurde. Das Ziel war der Circus Maximus, wo sie letztendlich für die Dauer des Festes aufgestellt wurde, um die Wagenrennen zu beobachten. Während des Marsches war es den Priestern des Kultes, den Galli, erlaubt, Geld zu sammeln. An den beiden Hauptfesttagen wurde von einem der beiden Magistrate ein weibliches Kalb geopfert. Neben dem Opfer wurde der Statue der Magna Mater von den adligen Familien Moretum gebracht. Dabei handelt es sich um eine aus Ziegenkäse, Knoblauch und verschiedenen Kräutern zubereitete Paste, welche später bei einem Bankett verspeist wurde. Das Moretum hatte wohl eine tiefere Bedeutung, da damit die Rolle der Gottheit als Erschafferin der Kräuter und damit der Verpflegung der Menschheit geehrt werden sollte. Diese Festessen wurden mehrmals während der Feiertage durchgeführt, zu welchen sich die Teilnehmer immer gegenseitig einluden.
Die Spiele, die im Circus Maximus stattfanden, wurden finanziell meist von der Stadt Rom selbst getragen, aber vereinzelt übernahmen auch reichere Bürger die Kosten. Erst später wurden die Feierlichkeiten durch Theateraufführungen ergänzt. Diverse Stücke hatten dabei ihre Uraufführung, wie z. B. Das Mädchen von Andros von Terenz oder Pseudolus von Plautus.

### Das Märzfest
Der Kult scheint in den nächsten 500 Jahren einen kontinuierlichen Aufschwung genommen zu haben. Bis zu Beginn der römischen Kaiserzeit stand dabei aber die Verehrung der mütterlichen Schutzfunktion der Göttin im Vordergrund, so dass die orgiastisch-ekstatischen Züge ihres phrygischen Kultes, wie die – nach römischem Recht verbotene – rituelle Selbstkastration der Priester, in den Hintergrund traten.
Dies änderte sich jedoch in der Kaiserzeit. Ab dem 1. Jahrhundert n. Chr. kehrte die phrygische Ekstatik zurück, wie auch die Beziehung Kybeles zu Attis wieder stärker in Erscheinung trat. Die Göttin avancierte zu einer der wichtigsten Gottheiten des Pantheon. Unter Kaiser Claudius (41–54 n. Chr.) wurde der Ablauf der Feierlichkeiten geändert und die von Anfang an gefeierten ludi Megalenses wurden durch das später eingeführte Märzfest in der Zeit vom 22. bis zum 27. März, zum Frühlingsanfang, ersetzt. Der Christ Arnobius gibt schon einen Überblick über die Festbräuche, wenn er die Römer höhnisch fragt: Was bedeutet z. B. die Pinie, die ihr immer an vorgesehenen Tagen ins Heiligtum der Göttermutter tragt? Ist sie nicht ein Symbol des Baumes, unter dem der wahnsinnige und unglückliche Jüngling Hand an sich legte, und den die Mutter der Götter heiligte als Trost in ihrem Kummer? …Was bedeuten die Galli mit ihrem aufgelösten Haar, die sich mit den Händen an die Brust schlagen? … Warum, kurzum, wird die Pinie, die noch kurz zuvor im Wald rauschte …, gleich darauf als eine hochheilige Gottheit im Wohnsitz der Göttermutter aufgestellt?
Hugo Hepding hat das Märzfest aus zahlreichen Quellen rekonstruiert. Es begann damit, dass – wie Arnobius erwähnt – am 22. März, also pünktlich zum Frühlingsanfang, eine frisch gefällte Pinie durch die Stadt in den Tempel der Großen Mutter auf dem Palatin getragen wurde. Die Pinie, unter der Attis gestorben war, galt als eine Verkörperung des Attis, das Fällen der Pinie galt daher als ein Bild des Todes des Attis und der Umzug mit der Pinie als eine – zweifellos von Klagen begleitete – Leichenfeier. Aber erst am 24. März erreichten die Klagen ihren Höhepunkt (zum Phänomen des Beweinungskultes allgemein siehe Isis- und Osiriskult). Jetzt hatten auch die von Arnobius erwähnten Galli, die Eunuchenpriester der Großen Mutter, ihren Auftritt. Hugo Hepding schrieb:
Die Gallen versetzten sich durch das Getöse der Tympana, der Zimbeln und Klappern, durch den Ton der phrygischen Hörner und die enthusiastischen Weisen der Flöten, durch ihr Klagegeheul und den mit besinnungslosem Umherschwingen ihres aufgelösten Haares verbundenen Tanz in eine heilige Raserei. Mit scharfen Astragalenpeitschen zerfleischen sie sich selbst den Körper, und mit Messern ritzen sie sich selbst Schulter und Arme, um ihr eigenes Blut als Opfer darzubringen. Hugo Hepding vermutet auch, dass es bei dieser Gelegenheit zur Aufnahme neuer Gallen ins Kultpersonal der Großen Mutter kam, indem sich gesunde junge Männer nach dem Vorbild des Attis entmannten. In orgiastischem Taumel, hingerissen vom Klang der Flöten, verstümmelten sie sich freiwillig, ohne Schmerzen zu empfinden.
Von einer Auferstehung des Attis ist, wie gesagt, nicht die Rede. Aber auf den Tag des Blutes (dies sanguinis) am 24. März folgen doch die Freudentage (hilaria) vom 25. bis wahrscheinlich zum 27. März. Das große Märzfest endete mit dem Bad (lavatio) der Großen Mutter am 27. März. Am Morgen dieses Tages wurde das silberne Kultbild der Großen Mutter auf einem mit Kühen bespannten Wagen von dem palatinischen Heiligtum zu dem kleinen Bach Almo gefahren. Dort wusch ein alter Priester im Purpurgewand mit des Almos / Wasser die Herrin sowie all ihr sakrales Gerät. / Laut heult die Jüngerschar auf, es ertönt eine rasende Flöte …. Auf dem Heimweg sitzt (die Göttin) auf dem Wagen und zieht durch die Porta Capena, / und die Rinder im Joch werden mit Blumen bestreut. Der Sinn dieser weitverbreiteten lavatio – auch in Athen wurde Athene im Meer und in Germanien die Mutter Erde Nerthus in einem See gebadet – ist rätselhaft.

### Die Initiation
Alle diese – meist mit aufsehenerregenden Umzügen durch die Stadt verbundenen – Riten waren öffentlich. Es gab aber darüber hinaus zweifellos noch Mysterien und geheime Initiationsriten. Auf einen Geheimkult deutet ein vom Christen Clemens von Alexandrien überliefertes Glaubensbekenntnis: Aus dem Tympanum aß ich, / aus der Zimbel trank ich, / den Kernos trug ich umher, /ich stieg ins Brautgemach (pastas) hinab. Firmicius Maternus, ebenfalls ein Christ, ergänzt diese Formel noch mit dem Satz: Ich wurde ein Myste des Attis.
Das Bekenntnis unterstreicht die Bedeutung, die bestimmte phrygische Musikinstrumente im Kybele- und Attiskult hatten. Bildwerke zeigen, dass die Pinie des Attis wie ein Weihnachtsbaum mit den phrygischen Musikinstrumenten geschmückt wurde. Ob wirklich aus diesen Instrumenten gegessen und getrunken wurde, ist fraglich. Vielleicht ist nur das Hören bestimmter Weisen, vielleicht sind bestimmte heilige Speisen gemeint. Der umhergetragene Kernos ist ein Behälter, der wahrscheinlich die Hoden eines geopferten Stieres enthielt – ein Beweis, dass das Prinzip des Männlichen dem Kybele- und Attiskult nicht weniger heilig war als anderen Mysterienkulten.
Unklar ist auch, was mit dem Abstieg ins Brautgemach (pastas) gemeint ist. Er könnte eine Anspielung auf eine Heilige Hochzeit sein, wie sie nachweislich zum Isis- und Osiriskult und zum Mithraskult gehörte (s. Initiation, Mysterieninitiation). Da aber pastas auch Grab bedeutet, so könnte darin auch eine Anspielung auf die Taufgrube liegen, in der die Bluttaufe durch das Taurobolium stattfand.
Kaiser Julian kennt im Unterschied zu den allgemein bekannten Riten des Kultes der Großen Mutter auch Feiern gemäß dem mystischen und geheimen Gesetz.

### Das Taurobolium

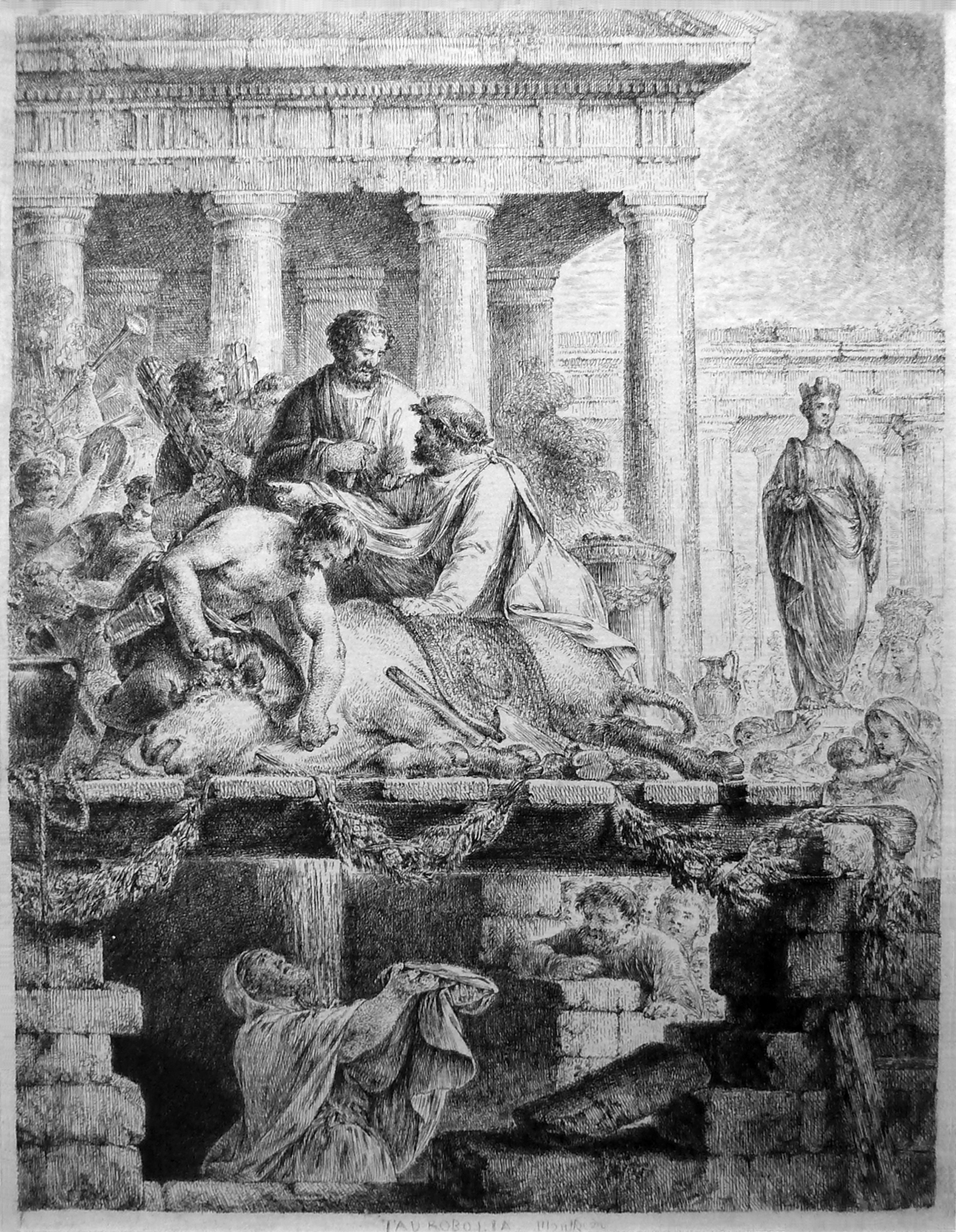
Taurobolium oder Weihung der Priester der Cybele unter Antoninus Pius (B. Rode, um 1780)

In den Darstellungen des Kybele- und Attiskultes nimmt das Taurobolium breiten Raum ein, die Bedeutung dieses Ritus ist aber unklar.
Der christliche Schriftsteller Prudentius (4. Jahrhundert) gibt eine polemische Beschreibung des Ritus: Ein Stier wird auf einer Art Gitter über einer Grube geschlachtet. Der Täufling befindet sich in der Grube unter dem Gitter und wird mit dem Blut des sterbenden Stieres berieselt. Sie ist entweder frei erfunden oder bewusst verfälscht, in Wirklichkeit wurde das Taurobolium ähnlich wie ein römisches Tieropfer praktiziert. Zum Taurobolium gehörte offenbar stets die Stiftung eines Altares mit Angabe des Namens des Tauroboliatus und des Zeitpunktes des Tauroboliums. Es waren stets Priester und angesehene Personen des öffentlichen Lebens, die diese Religionshandlung pflegten.
Im Rom des späten 4. Jahrhunderts vereinigten sie meistens Priesterämter der verschiedensten Mysterienkulte in einer Hand, da die heidnischen Kulte zunehmend behindert wurden. Hugo Hepding bringt unter anderem das Beispiel eines Tauroboliatus, der ein Priester nicht nur der Großen Mutter und des Attis, sondern zugleich auch Priester des unbesiegten Sonnengottes Mithras, des Liber Pater, der Hekate und der Isis ist. Der früheste bekannte Taurobolium-Altar stammt aus dem Jahr 160 n. Chr. aus Lyon. Er erinnert an das Taurobolium im Vatikanischen Phrygianum in Lyon, sehr wahrscheinlich zur Einführung eines Archigallus.
Ein römischer Altar aus dem Jahr 376 n. Chr. preist den Tauroboliatus als in aeternum renatus, also etwa als wiedergeboren in das ewige Leben. Diese Inschrift ist der einzige sichere Hinweis auf einen Wiedergeburtsritus im Kybele- und Attiskult.
Interessant ist der Zusammenhang des frühesten bekannten Taurobolium-Altares mit dem Vatikanischen Phrygianum in Lyon. In Rom entstand im Laufe der Zeit neben den Heiligtum der Kybele auf dem Palatin das sog. Phrygianum auf dem Vatikanischen Hügel. Es scheint sich direkt unter dem jetzigen Petersdom befunden zu haben, denn bei dem Umbau des Domes im Jahr 1608 oder 1609 wurden eine Reihe schön gearbeiteter und reich beschrifteter Taurobolium-Altäre ausgegraben. Sie sind jetzt im Vatikanischen Museum zu besichtigen. Es hat den Anschein, dass nach dem Vorbild Roms zu jeder Gemeinde des Kybele- und Attiskultes auch außerhalb Roms ein eigener „mons Vaticanus“ gehörte, denn ein solcher ist außer in Lyon auch in Mainz nachweisbar.

### Germanien
Die Zentren des Kultes im römischen Germanien (Germania superior, Germania inferior) waren Mainz, Trier und Köln. Getragen wurde der Kult nicht, wie im Fall des Mithraskultes, von römischen Legionären, sondern von der einheimischen Zivilbevölkerung, also von Kelten und Germanen. Vermutlich war hier der angestammte Matronenkult der Ausbreitung des Kultes der Großen Mutter förderlich.
Aus Mainz-Kastel stammt die viel besprochene Inschrift aus dem Jahr 236 n. Chr., wonach die Hastiferi (Speerträger, eine Kultgenossenschaft) der Stadt der Mattiaker den aus Altersschwäche zusammengebrochenen mons Vaticanus zu Ehren der Göttin Bellona (wahrscheinlich identisch mit Kybele) wiederherstellten. Das wirft die Frage auf, wie ein Berg oder Hügel aus Altersschwäche zusammenbrechen kann. Die einzig mögliche Antwort scheint zu sein, dass es sich bei dem mons Vaticanus um ein Grottenheiligtum gehandelt haben muss. Das kann zusammenbrechen, und das kann auch wiederhergestellt werden. Die genaue Lage dieses Heiligtums ist unbekannt. Dagegen wurde ein anderes Heiligtum in der Innenstadt von Mainz entdeckt, das der Isis Panthea Regina und der Mater Magna gemeinsam geweiht war.

### Beendigung des Kultes
Der Kult überstand alle politischen Wirren der spätrömischen Zeit und konnte auch noch eine Zeit lang dem Christentum trotzen. Selbst das von Kaiser Theodosius I. 391 erlassene Verbot aller sogenannten heidnischen Kulte brachte noch nicht das Ende, vielmehr wurde die Verehrung der Magna Mater vom weströmischen Kaiser Eugenius (392–394) ausdrücklich wieder eingeführt. Ihre Verehrung verlor sich dann im fünften Jahrhundert. Das hartnäckige Festhalten von Teilen der Bevölkerung des römischen Reiches an ihrer Göttin gilt als einer der Gründe, die die Mehrheitsentscheidung von 431 auf dem Konzil von Ephesos stützten, mit der Maria zur Mutter Gottes (Gottesgebärerin) erklärt wurde. Manche Autoren sehen darin eine Fortsetzung der Verehrung der Großen Gottesmutter vom Berg Ida.

## Beziehungen zu anderen Kulten
In römischen Inschriften wird Attis häufig als Attis Menotyrannus (einmal Minoturanos) bezeichnet. Die Bedeutung dieses Beinamens ist ungeklärt. Möglicherweise klingt hier der Name der etruskischen Göttin Turan, der Großen Mutter des altmediterranen Bereichs, an. Ihr typischer Begleiter hieß Atunis (Adonis).
In seinem Drama „Die Bakchen“ betrachtet Euripides Dionysos als Begleiter der Kybele und somit Dionysos und Attis als vollkommen identisch (s. Dionysoskult). Das ist nur erklärlich, wenn man beide als so etwas wie den Ursamen der Welt versteht, der die Welt hervorgebracht hat und von innen her beseelt.
Der Kybele- und Attiskult steht dem Mithraskult schon durch die gemeinsame Tracht von Attis und Mithras nahe. Beide tragen die gleiche Phrygische Mütze und die gleichen exotischen Beinkleider. In Ostia lag ein Metroon der Großen Mutter Wand an Wand mit einem Mithräum. Da es zur Eigenart des Mithraskultes gehört, Götterbilder anderer Kulte gewissermaßen zu zitieren, ist es nicht verwunderlich, dass der aus dem Felsen geborene Agdistis des Kybele- und Attismythos regelmäßig in den Mithrasgrotten abgebildet wird. Er gilt offensichtlich wie der orphische Phanes (s. Weltenei) als eine Erscheinungsform von Mithras. Es sind offenbar alles Bilder des Himmel und Erde umfassenden Allgottes.

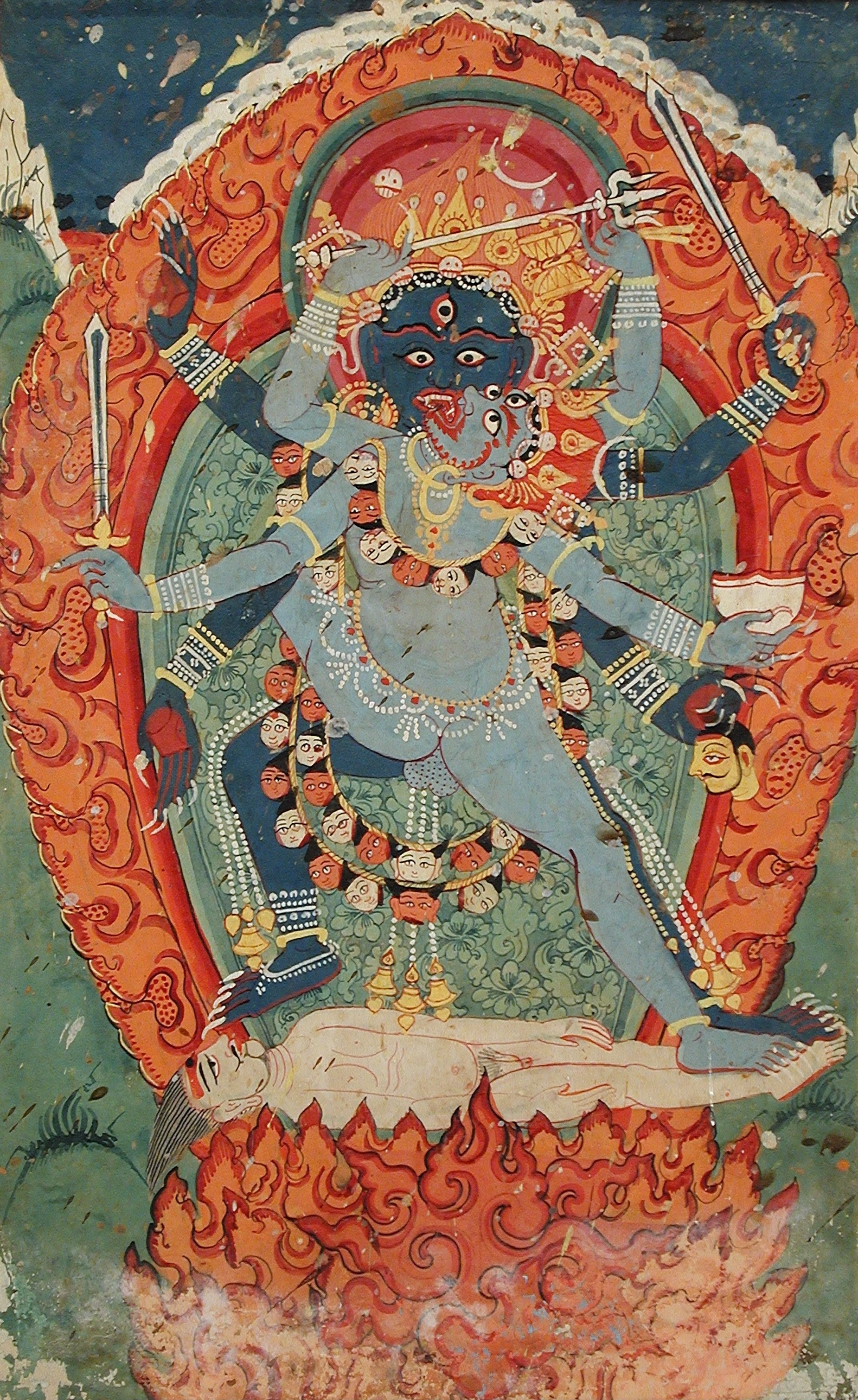
Die ambivalente Kali auf dem Leichnam Shivas stehend, im Hintergrund das Weltei

Am erstaunlichsten ist jedoch die Übereinstimmung der Großen Mutter Kybele mit der Großen Mutter des indischen Tantrismus, Kali/Durga/Ganga. Wie Kybele zum mythischen – mal hier und mal dort lokalisierten – Berg Ida, so gehört Kali zum mythischen Berg Meru. Beide werden vom Löwen begleitet, dem zerreißenden und verschlingenden Tier. Vor allem aber gehört zu beiden ein toter Geliebter. Wie Kybele ewig am Grab des Attis trauert, so steht Kali in allen ihren Tempeln über dem Leichnam ihres Geliebten, des Himmels- und Sonnengottes Shiva. Beide sind auch selbst am Tod ihres Geliebten schuld. Denn Kybele hat zumindest Attis in den Selbstmord getrieben, und Kali hat nach einer esoterischen Lehre Shiva sogar zerrissen und verschlungen. Aber auch Kybele scheint solch einen sehr dunklen und sehr esoterischen Aspekt zu haben, denn Nikandros berichtet im 4. Jahrhundert v. Chr. in seiner medizinischen Schrift „Alexipharmakon“ beiläufig, dass an einem bestimmten Tag im Jahr die Kernophoris-Priesterin der Rhea auf die Straße stürzt und den schrecklichen Schrei der Idaia ausstößt, und er fügt hinzu, dass der Schrei Schrecken verbreitet in den Herzen aller, die ihn hören.
Nach Meinung des Sprach- und Kulturwissenschaftlers Harald Haarmann hat sich der Kybele-Kult „in seiner Transformation zum Marienkult“ bis heute erhalten.

## Ikonographie
Kybele trägt meist als Attribut eine Krone in Form einer Stadtmauer auf dem Kopf und wird besonders im 18. Jahrhundert in Schlössern, Klöstern und barocken Gartenanlagen dargestellt. In Zyklen, die die vier Elemente zeigen, verkörpert sie die Erde. Darum wird sie oft mit Sonne und Mond zur Rechten und Linken präsentiert. In der einen Hand mag sie als die Mauerkrone ergänzendes Herrschaftssymbol einen Amtsstab, ein Zepter, tragen. In der anderen Hand trägt sie eine kleine Pauke, womit der Lärm ihres Wahnsinns oder der zu ihren Ehren veranstalteten Feste symbolisiert sein mag. Oft reitet Kybele auf einem Löwen oder einem Löwenpaar, oder sie fährt auf einem von zwei Löwen gezogenen Wagen. Ähren, Mohn, Blumen oder Früchte in Schüsseln können ebenfalls gezeigt werden.